# Stossel (programa de televisión)
Stossel es un talk show semanal estadounidense, conducido por John Stossel, destacando los problemas actuales de los consumidores desde un punto de vista libertario. El programa de televisión se estrenó el 10 de diciembre de 2009 en Fox Business Network, y se transmite todos los jueves. Originalmente fue presentado a las 8:00 p. m. hora del Este, pero fue trasladado a las 9:00 p. m. EST y luego otra vez a las 10:00 p. m. hora del este, la franja horaria en la que se transmite actualmente.
Cada show es filmado antes con una audiencia en el estudio y editado para adaptarla al formato de una hora de duración. Los expertos son traídos por ambas partes para discutir los temas con John Stossel, que a veces hace de abogado del diablo con los invitados cuyas opiniones reflejan la suya. Stossel a menudo filma pequeños clips de fuera del estudio para complementar el programa. Al final del show, a la audiencia del estudio se le permite hacer preguntas a algunos de los invitados. A partir del 5 de agosto de 2010, Fox Business renovó y amplió el estudio de Stossel para que un público más amplio pueda asistir al programa.